# Beneribe
Beneribe (em egípcio: Bnr-ib) foi possivelmente uma rainha consorte da Primeira dinastia do Egito Antigo. Seu nome significa "doce de coração". Acredita-se que tenha sido esposa de Hor-Aha (Atótis).
Seu nome é conhecido a partir de fragmentos encontrados na tumba B14, em Umel Caabe, no Cemitério B da necrópole de Abidos, no Alto Egito. A tumba B14 se localiza ao lado das três câmaras que compõem a tumba de Hor-Aha, sendo parte do complexo funerário do faraó que conta com mais de três dezenas de sepultamentos subsidiários. Fragmentos encontrados na tumba B14 contêm o nome Beneribe inscrito ao lado do nome de Hor-Aha. Por essas razões, acredita-se que Beneribe tenha sido esposa de Hor-Aha.

## Biografia
Embora Beneribe tenha sido provavelmente esposa do faraó Hor-Aha, ela não foi a mãe de seu filho e sucessor, Djer (Quenquenés). Quentape, cujo nome é registrado nos Anais do Cairo, datados do Império Antigo, teria sido a mãe de Djer e, portanto, uma outra esposa de Hor-Aha.
Um fragmento de uma caixa de marfim com os nomes de Hor-Aha e Beneribe, encontrado em Abidos, está agora no Museu de Belas Artes de Boston.
Os títulos de Beneribe não são conhecidos. Ela é conhecida apenas a partir dos fragmentos encontrados na tumba B14 em Umel Caabe.